# Watkins Abbitt
Watkins Moorman Abbitt, född 21 maj 1908 i Lynchburg i Virginia, död 13 juli 1998 i Lynchburg i Virginia, var en amerikansk politiker (demokrat). Han var ledamot av USA:s representanthus 1948–1973.
Kongressledamot Patrick H. Drewry avled 1947 i ämbetet och Abbitt fyllnadsvaldes 1948 till representanthuset. Han efterträddes 1973 av Robert Daniel.
Abbitt avled 1998 och gravsattes på Liberty Baptist Church Cemetery i Appomattox i Virginia.